# Brice Feillu
Brice Feillu (Châteaudun, 26 luglio 1985) è un ex ciclista su strada francese, professionista dal 2009 al 2019. Scalatore, nel 2009 ha vinto una tappa al Tour de France.

## Carriera
Nel 2006 vinse la cronometro a squadre della Ronde de l'Oise e nel 2008 due corse nella categoria dilettanti (Parigi-Ézy-sur-Eure e la Classique Sauveterre Pyrénées-Atlantiques). Proprio nel 2008 gareggiò per alcuni mesi da stagista con l'Agritubel – squadra professionistica in cui già militava il fratello maggiore Romain – vincendo una tappa al Tour Alsace e piazzandosi secondo nella Parigi-Corrèze.
Passò professionista nel 2009 proprio con l'Agritubel: al primo anno nella massima categoria vinse la classifica degli scalatori alla Vuelta a Asturias e, il 10 luglio, la settima tappa del Tour de France, da Barcellona ad Andorra la Vella (la più lunga di quell'edizione della Grande Boucle), grazie ad una fuga da lontano. Al termine della stagione 2009, con la dismissione dell'Agritubel, passa al Vacansoleil Pro Cycling Team. Nel 2010 ottiene come miglior risultato il secondo posto, alle spalle di Francisco Ventoso, alla Parigi-Bruxelles; l'anno dopo corre per il neonato team lussemburghese Leopard-Trek, capitanato dai fratelli Schleck, ma non coglie successi.
Dal 2012 al 2013 ha gareggiato tra le file della Saur/Sojasun per poi trasferirsi alla Bretagne-Séché Environnement, divenuta Fortuneo-Vital Concept nel 2016 e Arkéa-Samsic nel 2019.

## Palmarès
- 2008 (CC Nogent-sur-Oise, due vittorie)

Classique Sauveterre Pyrénées Atlantique
Parigi-Ézy-sur-Eure
- 2008 (Agritubel, tre vittorie)

5ª tappa Tour Alsace (Ribeauvillé > Ballon d'Alsace)
- 2009 (Agritubel, una vittoria)

7ª tappa Tour de France (Barcellona > Andorra/Arcalís)

### Altri successi
- 2006 (CC Nogent-sur-Oise, una vittoria)

3ª tappa Ronde de l'Oise (cronometro a squadre)
- 2009 (Agritubel, una vittoria)

Classifica scalatori Vuelta a Asturias
- 2010 (Vacansoleil, una vittoria)

Classifica scalatori Vuelta a Andalucía
- 2015 (Bretagne, una vittoria)

Classifica scalatori Tour de l'Ain
- 2016 (Fortuneo, una vittoria)

Classifica scalatori Tour de Luxembourg

## Piazzamenti

### Grandi Giri
- Giro d'Italia

2011: non partito (5ª tappa)
- Tour de France

2009: 24º
2012: 91º
2013: 104º
2014: 16º
2015: 98º
2016: 70º
2017: 16º

### Classiche monumento
- Parigi-Roubaix

2009: ritirato
2014: 48º
2018: 77º
2019: ritirato
- Liegi-Bastogne-Liegi

2012: 77º
2016: 133º
- Giro di Lombardia

2018: ritirato